# Поссевино, Антонио
Анто́нио Поссеви́но (Поссевин; итал. Antònio Possevino, лат. Antonius Possevinus; 12 июля 1533 — 26 февраля 1611) — итальянский священник-иезуит, церковный писатель, проповедник и дипломат, папский легат в Восточной Европе. Первый представитель своего ордена, побывавший в России.

## Биография
Согласно новейшим исследованиям, предки его могли быть «новыми христианами», прибывшими в Италию из Испании. Его отец Франческо родился в г. Асти (Пьемонт) в семье Кальяно и переехал в Мантую, где сменил фамилию на Поссевино и вступил в гильдию ювелиров, сблизившись с влиятельной семьёй Капилупи. Мать Катерина поступила на службу к дому Гонзага, и в детстве нянчила Антонио вместе с будущим герцогом Франческо III (1533—1550). Имел старшего брата Джованни Баттиста и младшего Джорджо.
Старший брат Джованни Баттиста Поссевино (1522—1552) в середине 1540-х годов прибыл в Рим ко двору папы Павла III в свите мантуанского кардинала Джованни Андреа Кортезе, поступив там на службу к влиятельному «великому кардиналу» Алессандро Фарнезе. В 1549 году в Рим для обучения приезжает вместе с братом и 16-летний Антонио, который вскоре обзаводится связями при дворе папы Юлия III, став в 1554 году секретарём, а затем воспитателем племянников своего мантуанского земляка — кардинала Эрколе Гонзага. Тогда же он публикует в Риме под псевдонимом Лелио Капилупи «Центоны из Вергилия» (лат. Centones ex Vergilio), посвятив их французскому поэту Жоашену Дю Белле.
В 1556 году он изучал философию в Ферраре, в 1557 году богословие в Падуе, а в июле 1559-го, после недолгого пребывания в Неаполе, вернулся в Падую. В круг его знакомых входили гуманисты Лоренцо Гамбара, Базилио Занчи и Паоло Мануцио.
29 сентября 1559 года вступил в орден иезуитов, пройдя традиционно двухлетний новициат всего за 6 месяцев, и в следующем же году направлен был в Савойю для борьбы с ересью вальденсов. 6 апреля 1561 года был рукоположен в священники в Фоссано. Около 10 лет (1562—1572) прожил во Франции, где успешно занимался проповеднической деятельностью, основав там по поручению Ватикана ряд иезуитских коллегий, в частности, в Авиньоне, став её первым ректором (1565—1573).
В 1563 году издал в Лионе антипротестантский «Трактат о таинстве алтаря» (лат. Trattato del Santissimo Sacrificio dell'Altare detto Messa), в котором отмечал значение книгопечатания как средства борьбы с еретическими учениями. Когда в 1565 году во французском парламенте открылся процесс о праве иезуитов преподавать в Парижском университете, генерал ордена Франсиско Борджа поручил ему на конференции в Байонне добиться для них временного права на преподавательскую деятельность, однако миссия его не имела успеха. 
В феврале 1569 года отправился в Рим, где 1 мая принёс торжественные обеты Обществу Иисуса. В том же году, продолжая проповедовать во Франции, издал по инициативе папы Пия V небольшую книжку «Христианский воин» (лат. Miles Christianus), в которой писал, что «каждый сражающийся с еретиками солдат — герой», погибший в этой борьбе — «мученик», малейшая же пощада к «врагам истинной веры» — преступление. Публикация брошюры красноречивого иезуита вскоре спровоцировала кровавые гонения на гугенотов в Тулузе.
В сентябре 1571 году проповедовал в Дьеппе и Париже, в том же году стал ректором коллегии в Лионе. С 1573 по 1578 год служил секретарём генерала ордена Эверардо Меркуриано.
В 1577 году начинается его дипломатическая деятельность: папа Григорий XIII, пристально следивший за событиями на севере, отправляет его в качестве своего легата в Швецию, где в это время усилилась партия реформаторов. В мае 1578 года ему удалось обратить в католичество короля Юхана III, после чего он вернулся в Рим, попутно посетив по поручению папы баварского герцога Альбрехта V, императора Рудольфа II и нового польского короля Стефана Батория, позаботившись об устройстве для шведов отделений при католических коллегиях в Ольмюце и Браунсберге. В Речи Посполитой знакомится с известным теологом ректором Виленской академии Петром Скаргой. 
1 декабря 1578 года он назначен был апостольским викарием северных миссий — в Венгрии, Рутении, Московии, Литве, Померании и Швеции.
Вернувшись в июле 1579 года в Стокгольм, безуспешно пытался склонить короля Юхана к унии, но последний, опасаясь народного недовольства и так и не получив обещанную ему часть наследства тёщи Боны Сфорца, вернулся в лютеранство. По дороге в Швецию Поссевино останавливался в Вильно, где встречался с польским королём Стефаном Баторием и имел диспут с кальвинистом Андреем Воланом.

## Пребывание в Русском государстве
Во время Ливонской войны Иван IV, обеспокоенный успехами Стефана Батория, делает попытку к мирным переговорам, для чего 25 августа 1580 года решает обратиться к папе Римскому Григорию XIII за посредничеством. Римская курия использовала ситуацию в качестве предлога для нового визита папского представителя в Москву. Для этой миссии был выбран Поссевино, получивший полномочия апостольского нунция.
Поссевино пытался склонить Ивана IV к унии с католицизмом: идея возрождения Флорентийской унии принадлежала папе Григорию XIII, который надеялся, что Иван Грозный в крайне затруднительных обстоятельствах не только вступит в коалицию против турок (османов), но и пойдёт на серьезные уступки в вопросах веры. Убеждённость папы Григория XIII в успехе миссии Поссевино была обусловлена тем обстоятельством, что ещё в 1573 году во время выборов короля Речи Посполитой в сейме обсуждалась, среди прочих, и кандидатура Ивана IV, который в обмен на польскую корону пообещал признать унию.
13 июня 1581 года Поссевино прибыл в Вильно, где завоевал доверие Стефана Батория, а 18 августа того же года приехал к Ивану Васильевичу в Старицу, где был встречен с чрезвычайной пышностью и любезностью, вручив царю подарки, а также письма папы и императора Рудольфа II. Иван Грозный первоначально не отвергал планов римской курии, но лишь до заключения Ям-Запольского перемирия в феврале 1582 года, достигнутого при посредничестве папского нунция, который с 13 декабря 1581 года по 15 января 1582 года самолично вёл все заседания и подписывал все протоколы переговоров. 
После этого все предложения папы были отвергнуты. 14 февраля 1582 года Поссевино прибыл в Москву, где пробыл около месяца, трижды встретившись с Иваном Грозным и проведя с ним публичные диспуты о вере. Выраженная антикатолическая позиция русского царя, назвавшего папу «волком в овечьей шкуре», поставила крест на намерениях Поссевино, 15 марта покинувшего Москву с посольством Ивана Молвянинова к римскому понтифику. Вот как отзывался об этом случае В. В. Розанов: «Известны споры Грозного с Поссевином, где он огорошил „западника“ вопросом, для чего они бреют подбородок» (на что Поссевино ему в изумлении ответил, что у папы Григория XIII большая борода).

## Последние годы
Возвращаясь из России, Поссевино провёл больше года в Трансильвании, где в 1584 году написал свой «Трансильванский комментарий» и основал по поручению Стефана Батория иезуитский колледж в Коложваре. Вернувшись в 1585 году в Краков ко двору польского короля, он был назначен генералом ордена на должность помощника провинциала в Речи Посполитой, написав там свои исторические сочинения о России, в частности, труд «Московия» (лат. Moscovia), опубликованный впервые в Вильно (1586). Завязав связи с влиятельным магнатом Константином Острожским, он печатал в типографии в Остроге свои труды на славянских языках, предложив князю созвать там собор для выработки плана по объединению церквей.
Целью создания этого сочинения, книга первая которого посвящена православной религии, а вторая — описанию страны, её столицы, личности русского царя и основам его власти, являлось намерение автора познакомить образованный католический мир с положением дел в Московии, оценив её в качестве потенциального союзника в борьбе с реформацией и Османской империей. В рамках своих задач Поссевино приводит немало уникальных сведений о русских городах, торговле и быте московитов, излагая также основы православной религии. Рассказ Поссевино о смерти царевича Ивана Ивановича исследователи считают более объективным, чем сообщения его современников вроде Джерома Горсея. Вместе с тем, из цензурных соображений Поссевино умалчивает, к примеру, о своём посещении в Москве и Старице православных церквей, которое упоминает в своём отчёте генералу ордена, зато безосновательно утверждает, что после отъезда его в Речь Посполитую его спутники-иезуиты стали заложниками русского царя.
По возвращении в Италию Поссевино получил со стороны папы Сикста V (1585—1590) поддержку своих идей по объединению Московии с Речью Посполитой, но смерть Стефана Батория в декабре 1586 года положила конец этим планам. Поссевино не сумел ужиться с новым генералом ордена Клавдием Аквавивой (1581—1615), относившимся к нему с подозрением и в качестве «почётной ссылки» направившим его в 1587 году в Падуанскую коллегию иезуитов преподавать теологию. Поссевино прожил четыре года в Падуе, работая над своими историко-богословскими трудами, прежде всего «Избранной библиотекой» (лат. Bibliotheca selecta) и «Обзором источников Ветхого и Нового Заветов» (лат. Apparatus sacer ad scriptores Veteris et Novi Testamenti). Среди его учеников был Св. Франциск Сальский, будущий епископ Женевы. 
В 1590-е годы он небезуспешно содействовал налаживанию отношений между Святым Престолом и французским королём Генрихом IV, не получив, однако, в этом поддержки от нового папы Климента VIII. В 1593 году сопровождал герцога Неверского Лудовико Гонзага, посланного французским королём в Рим по вопросу принятия последним католичества. В 1594 году выступил в защиту своего ордена, который Парижский парламент намеревался изгнать из Франции, а в 1595-м от имени папы даровал французскому королю полное отпущение грехов.
В 1605 году в Венеции выходит сочинение под заглавием «Повествование о чудесном завоевании отцовской власти яснейшим юношей Дмитрием», написанное неким Бареццо Барецци, под именем которого, по мнению ряда исследователей, скрывался поддержавший интервенцию в Россию Поссевино.
Бесспорной заслугой Поссевино перед орденом являлось сохранение им первоначальных духовных практик Игнатия Лойолы, которые он не только возродил по найденным им старинным рукописям, но и сумел адаптировать к религиозной традиции своего времени.
Умер Поссевино 26 февраля 1611 года в Ферраре.

## В культуре
Сочинение Антонио Поссевино о России послужило одним из основных источников для исторической драмы Лопе де Вега «Великий князь Московский, или Преследуемый император» (1617), посвящённой судьбе Лжедмитрия I.
Деятельности Поссевино в России и Великом княжестве Литовском посвящена историческая миниатюра Валентина Пикуля «Закрытие русской „лавочки“».

## Публикации
- Поссевино Антонио. Исторические сочинения о России XVI в. / Пер., вступ. ст. и комм. Л. Н. Годовиковой. — М.: Изд-во МГУ, 1983. — 272 с.: ил.